# Helena Sujecka
Helena Sujecka (ur. 27 listopada 1984 w Elblągu) – polska aktorka telewizyjna, filmowa i teatralna.

## Kariera
W 2009 ukończyła Wydziału Aktorskiego PWST w Krakowie – Filii we Wrocławiu. W filmografii zadebiutowała w 2007 za sprawą roli Wiery w serialu Pitbull. Grała też Adę Nieradkę w serialu obu stacji: AXN i Polsatu Znaki, Kamilę Wigurę w serialu Polsatu Pierwsza miłość oraz Aśkę w serialu Rodzina na Maxa. Od 2024 roku gra w serialu TVP2 M jak miłość, gdzie gra Karolinę Gutowską, córkę Jędrzeja. Laureatka nagrody Złotego Szczeniaka na Festiwalu Aktorstwa Filmowego im. Tadeusza Szymkowa za rolę Asi w filmie Małe Stłuczki.

## Filmografia
| Rok       | Tytuł                             | Rola                              | Uwagi                                        | Reżyseria                                              |
| --------- | --------------------------------- | --------------------------------- | -------------------------------------------- | ------------------------------------------------------ |
| 2007      | Pitbull                           | Wiera                             | serial telewizyjny, odc. 16                  | Patryk Vega                                            |
| 2007      | Ryś                               | Elbing                            | film telewizyjny                             | Stanisław Tym                                          |
| 2009      | Tancerze                          | kandydatka                        | serial telewizyjny, odc. 1                   | Bruce Parramore Barbara Borkała                        |
| 2010      | Hotel 52                          | Katarzyna Stroińska               | serial telewizyjny                           | Michał Kwieciński Grzegorz Kuczeriszka                 |
| 2010      | Cudowne lato                      | Kitka                             | film telewizyjny                             | Ryszard Brylski                                        |
| 2011      | Ojciec Mateusz                    | Anna                              | serial telewizyjny, odc. 86                  | Andrzej Kostenko                                       |
| 2012      | Yuma                              | Bajadera                          | film telewizyjny                             | Piotr Mularuk                                          |
| 2012      | Prawo Agaty                       | Iwona                             | serial telewizyjny, odc. 20, 22              | Maciej Migas                                           |
| 2012      | Paradoks                          | Zosia Janiak                      | serial telewizyjny, odc. 6                   | Grzegorz Zgliński                                      |
| 2012      | Być jak Kazimierz Deyna           | Niunia                            | film telewizyjny                             | Anna Wieczur-Bluszcz                                   |
| 2013      | Chce się żyć                      | Matylda Rosińska                  | film telewizyjny                             | Maciej Pieprzyca                                       |
| 2014      | Małe stłuczki                     | Asia                              | film telewizyjny                             | Aleksandra Gowin Ireneusz Grzyb                        |
| 2015      | Na dobre i na złe                 | Alicja                            | serial telewizyjny, odc. 605                 | Artur Urbański                                         |
| 2016–2017 | Belfer                            | Maria Zimmer                      | serial telewizyjny                           | Łukasz Palkowski Maciej Bochniak Krzysztof Łukaszewicz |
| 2017      | Ultraviolet                       | Klarysa                           | serial telewizyjny, odc. 7                   | Sławomir Fabicki                                       |
| 2018–2019 | Znaki                             | Ada Nieradka                      | serial telewizyjny                           | Łukasz Miszczak Marcin Ziębiński Monika Filipowicz     |
| 2018      | Drogi wolności                    | Kazimiera Biela                   | serial telewizyjny                           | Maciej Migas                                           |
| 2018      | 1983                              | Kasia Ibrom                       | serial telewizyjny, odc. 4, 7                | Katarzyna Adamik Agnieszka Smoczyńska                  |
| 2018      | Kler                              | rejestratorka                     | film telewizyjny                             | Wojciech Smarzowski                                    |
| 2018      | Dowłatow                          | Elena Dowłatowa                   | film telewizyjny                             | Aleksiej German                                        |
| 2019      | Ciemno, prawie noc                | służąca Daisy                     | film telewizyjny                             | Borys Lankosz                                          |
| 2020      | Maryjki                           | Helena                            | film telewizyjny                             | Diana Woszek                                           |
| 2020      | Maria nie żyje                    | Starsza                           | film krótkometrażowy                         | Martyna Majewska                                       |
| 2021      | Pierwsza miłość                   | Kamila Wigura                     | serial telewizyjny                           | różni                                                  |
| 2022–2023 | Rodzina na Maxa                   | Aśka, wspólniczka Karoliny        | serial telewizyjny                           | Maria Sadowska Marta Karwowska                         |
| 2022      | Kruk. Jak tu ciemno               | Tamara                            | serial telewizyjny                           | Adrian Panek                                           |
| 2023      | Fanfik                            | ekspedientka w sklepie spożywczym | film telewizyjny                             | Marta Karwowska                                        |
| 2023      | Kobieta z…                        | położna                           | film telewizyjny                             | Małgorzata Szumowska Michał Englert                    |
| 2023–2024 | Sprawiedliwi – Wydział Kryminalny | Łucja Leszczyńska                 | serial telewizyjny                           | różni                                                  |
| od 2024   | M jak miłość                      | Karolina Gutowska, córka Jędrzeja | serial telewizyjny                           | różni                                                  |
| 2024      | Gra z Cieniem                     | Linka                             | serial telewizyjny, odc. 4, 5, 7, 10, 11, 12 | Kinga Dębska                                           |
| 2025      | Wzgórze psów                      | Agata Głowacka, żona Tomasza      | serial telewizyjny                           | Jacek Borcuch Piotr Domalewski                         |